# Verfassungsgesetze von 1875 (Frankreich)

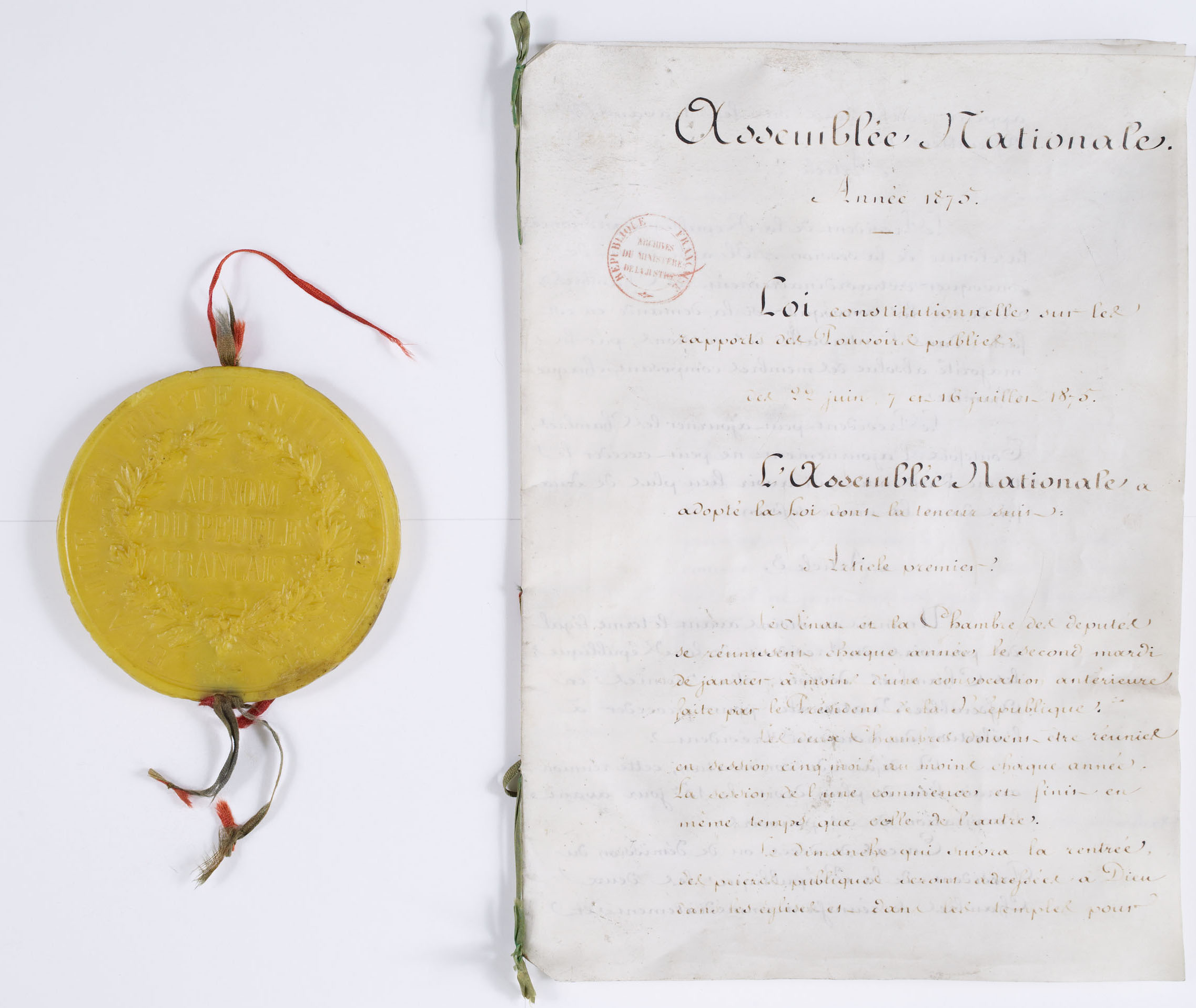
Original des Gesetzes vom 16. Juli 1875, avec son sceau (Archives nationales)

Die Verfassungsgesetze von 1875 sind die drei Verfassungsgesetze, die in Frankreich zwischen Februar und Juli 1875 von der Nationalversammlung verabschiedet wurden und die die Dritte Republik endgültig begründeten (nachdem sie zuvor durch Gesetze, die auf punktuelle Probleme reagierten, wie das Gesetz von Rivet oder das Gesetz vom 20. November 1873, nur ansatzweise eingeführt worden war).
Insgesamt wurde das republikanische System durch drei Verfassungsgesetze organisiert:
- Das Gesetz vom 24. Februar 1875 über die Organisation des Senats;
- das Gesetz vom 25. Februar 1875 über die Organisation der öffentlichen Gewalten;
- das Gesetz vom 16. Juli 1875 über die Beziehungen zwischen den öffentlichen Gewalten.

Diese drei Gesetze wurden später geringfügig geändert. Es war der einzige Fall, dass ein republikanisches System in Frankreich nicht durch eine echte Verfassung organisiert wurde, obwohl die Gesetze der Einfachheit halber gewöhnlich als „Verfassung von 1875“ bezeichnet werden.
Sie wurde erst mit der Verkündung der Verfassung vom 27. Oktober 1946 aufgehoben. Ihre Anwendung war jedoch zwischen dem 10. Juli 1940 – dem Tag, an dem die Vollmachten an Pétain übertragen wurden, der nach dem Verfassungsgesetz vom 10. Juli 1940 eine neue Verfassung einführen sollte, die jedoch nie zustande kam – und der Verkündung der Verfassung der Vierten Republik de facto ausgesetzt. Durch das Verfassungsgesetz vom 2. November 1945 wurde eine provisorische Regierung eingesetzt und die Verfassungsgesetze von 1875 blieben in Kraft.

## Geschichte

### Provisorium

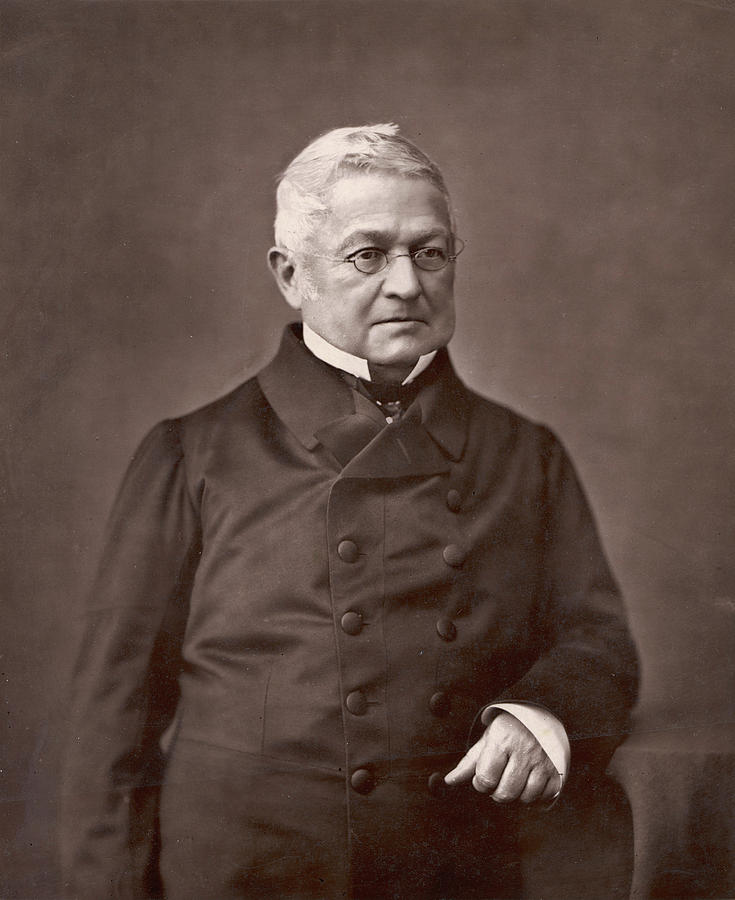
Adolphe Thiers (Nadar)

Nach dem Ende des Zweiten Kaiserreichs wurde am 4. September 1870 die Republik ausgerufen. Die Republik wurde durch provisorische Gesetze organisiert. Die Wahlen vom 8. Februar 1871 ergaben ein  Parlament, dessen Mehrheit eine Wiedereinführung der Monarchie anstrebte. Die Verwirklichung dieses Projektes verzögerte sich jedoch und die Frage des Regimes blieb offen. Keine der drei Möglichkeiten – Rückkehr der Bourbonen, Rückkehr des Hauses Orléans oder Republik – wurde von einer ausreichenden Mehrheit unterstützt.
Das Dekret vom 17. Februar 1871 besagte:

« Die Nationalversammlung, Trägerin der souveränen Autorität,
In der Erwägung, dass es wichtig ist, wartend bis zu einer Entscheidung über die Institutionen Frankreichs sofort für die Notwendigkeiten der Regierung und die Führung der Verhandlungen zu sorgen,
Dekret:
Monsieur Thiers wird zum Chef der Exekutive der Französischen Republik ernannt. »

Die Gesetze von Rivet (1871), von Broglie und das über das Septennat (beide 1873) gaben der Republik eine provisorische Grundlage. Die Versammlung wurde durch Artikel 5 des Broglie-Gesetzes verpflichtet:

« Die Nationalversammlung wird sich nicht trennen, bevor sie entschieden hat:
über die Organisation und die Art der Übertragung der gesetzgebenden und der vollziehenden Gewalt; über die Einrichtung und die Aufgaben einer zweiten Kammer, die ihre Arbeit erst nach der Trennung der gegenwärtigen Versammlung aufnehmen soll; über das Wahlgesetz.
Die Regierung wird der Versammlung Gesetzesentwürfe zu den oben genannten Themen vorlegen. »

Der Abgeordnete Jean Casimir-Perier brachte im Juni 1874 eine Entschließung ein, die die Aussage „Die Regierung der Republik besteht aus zwei Kammern und einem Präsidenten“ enthielt, was der monarchistisch gesinnten Mehrheit zu weit ging; die Entschließung wurde knapp abgelehnt. Auch ein Vorstoß von Édouard René Lefebvre de Laboulaye scheiterte.

### Amendement Wallon

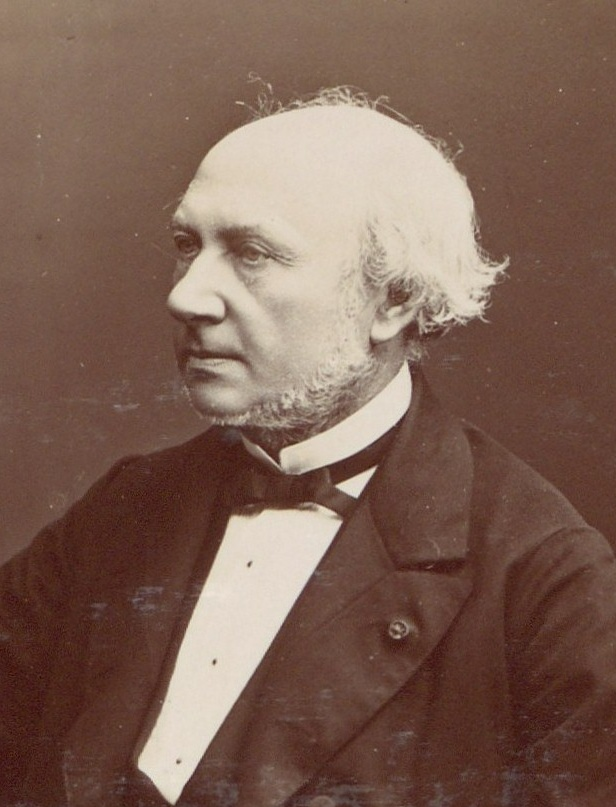
Henri Wallon

Der Abgeordnete Henri Wallon brachte folgenden Änderungsantrag („Amendement“) ein:

« Der Präsident der Republik wird mit der absoluten Mehrheit der Stimmen des Senats und der Abgeordnetenkammer, die zur Nationalversammlung zusammengeschlossen sind, gewählt. Er wird für sieben Jahre gewählt. Er kann wiedergewählt werden. »

Dieser wurde am 30. Januar 1875 mit einer Mehrheit von 353 gegen 352 Stimmen angenommen. Die darauf folgenden Abstimmungen erzielten deutlichere Mehrheiten:
- Das Gesetz vom 24. Februar 1875 über die Organisation des Senats mit 435 zu 234 Stimmen;
- das Gesetz vom 25. Februar 1875 über die Organisation der öffentlichen Gewalten mit 425 zu 254 Stimmen;
- das Gesetz vom 16. Juli 1875 über die Beziehungen zwischen den öffentlichen Gewalten mit 520 zu 84 Stimmen.[10]

### Ergebnis
Damit war ein Kompromiss entstanden, der keine Entscheidung über die künftige Regierungsform vorwegnahm. Marcel Morabito spricht von einer Verfassung, „die die republikanische Regierungsform mit den Mechanismen der parlamentarischen Monarchie verband“.
Als aber die Wahlen von 1876 den Republikanern eine deutliche Mehrheit brachten, begannen sie die Verfassung in Richtung einer Republik zu interpretieren. Sie schwächten die Position des Präsidenten zugunsten des Parlaments.

## Änderungen der Verfassungsgesetze
Wie die Verfassungsgesetze geändert werden konnten, war im Artikel 8 des Gesetzes vom 25. Februar 1875 festgelegt worden:

« Die Kammern haben das Recht, durch getrennte Beschlüsse, die in jeder Kammer mit der absoluten Mehrheit der Stimmen gefasst werden, entweder spontan oder auf Antrag des Präsidenten der Republik, zu erklären, dass die Verfassungsgesetze zu revidieren sind.
Nachdem jede der beiden Kammern diesen Beschluss gefasst hat, treten sie als Nationalversammlung zusammen, um die Revision vorzunehmen.
Die Beschlüsse, die die Verfassungsgesetze ganz oder teilweise ändern, müssen mit der absoluten Mehrheit der Mitglieder der Nationalversammlung gefasst werden.
Während der Dauer der Befugnisse, die Herrn Marschall de Mac-Mahon durch das Gesetz vom 20. November 1873 übertragen wurden, kann diese Revision jedoch nur auf Vorschlag des Präsidenten der Republik erfolgen. »

Eine Beteiligung des Wahlvolkes war also nicht vorgesehen.
Folgende Änderungen wurden beschlossen:
- 21. Juni 1879: Diese Änderung verlegte den Sitz der Kammern von Versailles nach Paris.[1]
- 14. August 1884: Diese Bestimmung betraf organisatorische Änderungen zum Senat, zum Wahlverfahren und zum öffentlichen Gebet. Vor allem aber enthielt sie die folgenden Bestimmungen: „Die republikanische Regierungsform kann nicht Gegenstand eines Revisionsvorschlags sein. Die Mitglieder der Familien, die über Frankreich geherrscht haben, sind für das Amt des Präsidenten der Republik nicht wählbar.“[1]
- 10. August 1926: Die Änderung betraf die Finanzverfassung des Landes.[1]

Einen sehr weitgehenden Änderungsentwurf legte Gaston Doumergue 1934 vor; er wurde nie umgesetzt. Das Verfassungsgesetz vom 10. Juli 1940 schaffte die Verfassung von 1875 faktisch ab, ohne dafür eine Verfassung zu installieren.